# Qbikes
Qbikes est une marque française de bicyclette de route et de VTT.

## Organisation
Cette marque, créée en 2001, est initialement basée à Marly, dans le nord de la France. La marque dispose d'un bureau d'études, de design, d'un service logistique intégré, ainsi que d'une unité de traitement de surface, peinture, montage de roues, et montage de vélos. Les vélos sont assemblés à la main dans l'atelier de fabrication. Liquidée en juin 2011, l'entreprise de Marly a fermé ses portes. 
Aujourd'hui, la marque renaît fabriquée dans l'ouest de la France à Machecoul en Loire Atlantique par l'entreprise Manufacture Française du Cycle.[réf. nécessaire]

## Gamme
La gamme de Qbikes se développe chaque année sur un positionnement généraliste. Elle couvre les domaines suivants :
- all mountain
- dirt
- marathon
- xc (performance et cross country)
- route
- fitness/flat bar
- VTC
- vélos urbains